# A’ Bhuidheanach Bheag

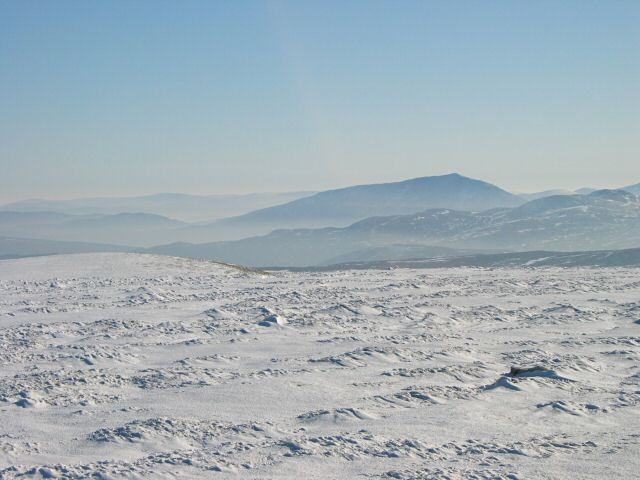
Blick vom Gipfel über das Hochplateau nach Süden, im Hintergrund der Schiehallion

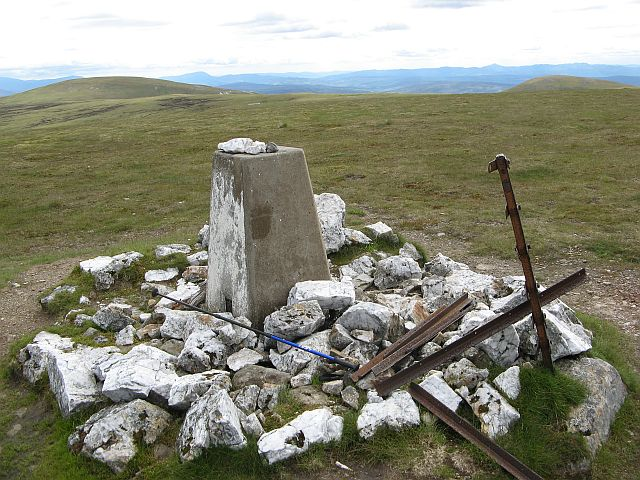
Der Gipfelcairn des A’ Bhuidheanach Bheag

Der A’ Bhuidheanach Bheag ist ein als Munro eingestufter, 936 m (3.071 ft) hoher Berg in Schottland. Sein gälischer Name kann in etwa mit Kleiner gelber Platz übersetzt werden.
Er liegt in der Council Area Highland, auf der Grenze zu Perth and Kinross in den Grampian Mountains östlich von Dalwhinnie im Nordosten der Drumochter Hills. Diese als Site of Special Scientific Interest (SSSI) ausgewiesene Berggruppe erstreckt sich westlich und östlich des Pass of Drumochter, über den mit der A9, der National Cycle Route 7 und der Highland Main Line die wichtigsten Straßen- und Eisenbahnverbindungen der Highlands in Nord-Süd-Richtung verlaufen.
Der A’ Bhuidheanach Bheag besitzt zwei fast gleich hohe höchste Punkte auf dem weitläufigen, von Heide und Moorland geprägten Hochplateau, das sich zwischen dem Pass of Drumochter und dem östlich davon liegenden Glen Tromie erstreckt. Der offiziell höchste Punkt liegt nordöstlich des zweiten Punkts und ist durch einen Trigonometrischen Punkt gekennzeichnet. Nördlich liegt mit dem fast gleichhohen A’ Bhuidheanach Mhòr ein dritter Gipfelpunkt. An diesen schließt sich fast übergangslos der 941 Meter hohe Càrn na Caim an, vom A’ Bhuidheanach Bheag lediglich durch eine sanfte, auf unter 830 Meter Höhe abfallende Mulde getrennt. Nach Norden und vor allem Osten ist der A’ Bhuidheanach Bheag aufgrund der flach auslaufenden Heide- und Moorflächen kaum als eigenständiger Gipfel wahrnehmbar. Dagegen weist der Berg im Westen und Süden zum Pass of Drumochter steiler abfallende, von mehreren Schluchten durchschnittene Hänge mit breiten Graten auf.
Ausgangspunkt für eine Besteigung des A’ Bhuidheanach Bheag, die Munro-Bagger meist mit einer Tour auf den benachbarten Càrn na Caim kombinieren, ist eine Parkmöglichkeit an der A9 südlich des Abzweigs der A889 bei Dalwhinnie. Der einfachste Anstieg verläuft südlich des Coire nan Cisteachan über einen Wirtschaftsweg steil ansteigend bis zum Hochplateau. Auf dem Plateau führt der Zugang über mooriges Terrain nach Südosten, zuletzt weglos, bis zum Gipfelplateau. Alternativ können auch die weiteren Grate auf der Südwestseite genutzt werden, diese sind jedoch weglos. Weiterhin sind Besteigungen aus Richtung Südosten durch das Tal des Edendon Water über Sronphadruig Lodge möglich, erfordern aber einen deutlich längeren Anmarsch und sind ebenfalls weitgehend weglos.